# Kék üveggolyó

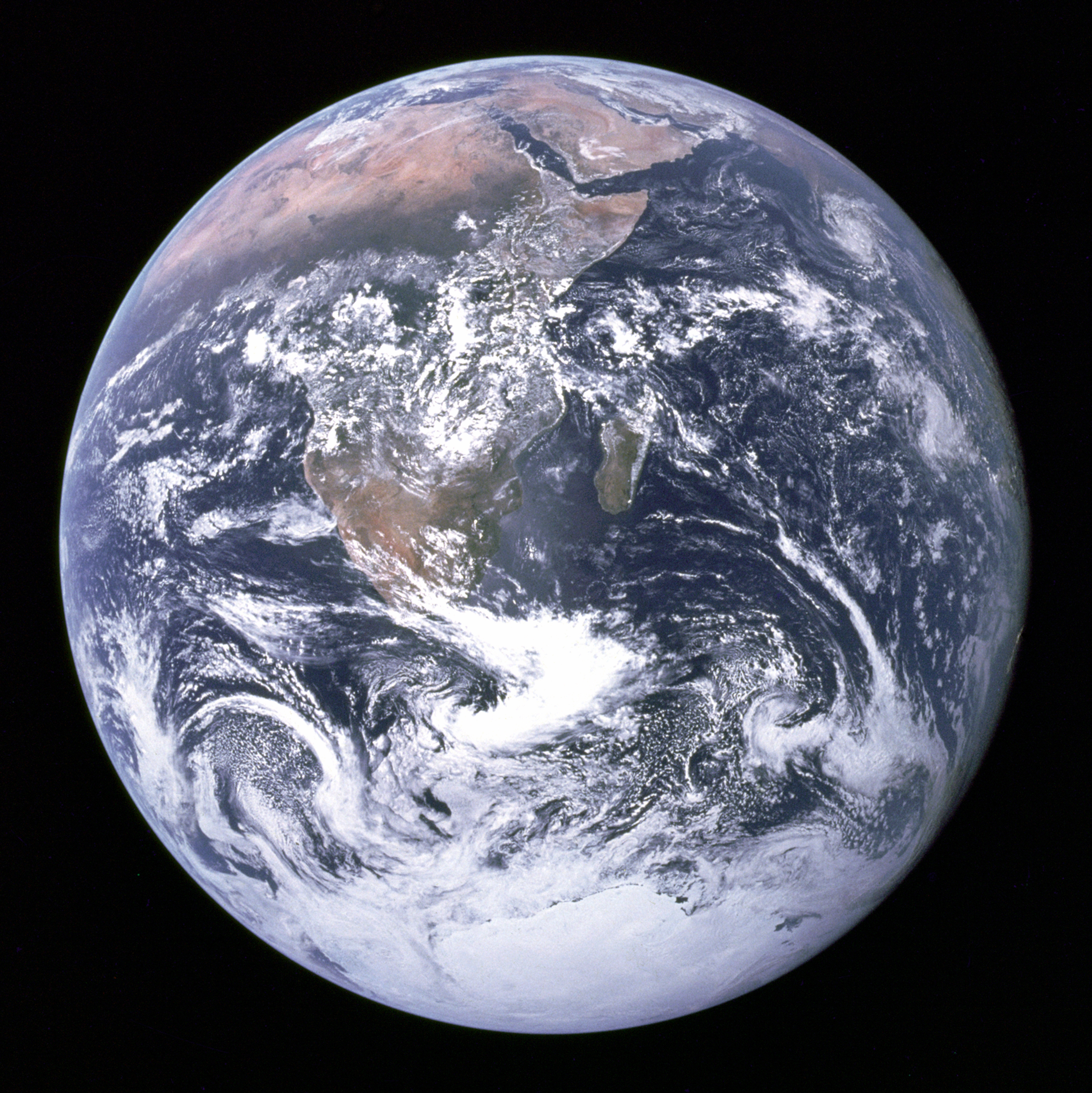
Eredeti képaláírás: „A Föld látképe, ahogy az Apollo–17 legénysége a Hold felé utazva látta. Eme transzlunáris fénykép a Földközi-tengertől egészen az Antarktisz déli jégsapkájáig mutatja bolygónkat. Ez volt az első alkalom, amikor az Apollo röppályája lehetővé tette a déli jégsapka fotózását. Megfigyelhető a Déli félgömb fölött csoportosuló sűrű felhőzet. Afrika közel egész partvonala tisztán látható. Az Arab-félsziget Afrika északkeleti sarkánál látható. Nagyjából a kép közepén látható Madagaszkár szigete. Az ázsiai kontinens kelet felé fekszik, a látóhatáron túl.”

A kék üveggolyó (The Blue Marble) nevet kapta az a Földről készült híres fotó, melyet 1972. december 7-én készített az Apollo–17 űrhajó legénysége, körülbelül 45 000 kilométer távolságról.
Ugyanezt a nevet viseli a NASA 2002-ben készült modern nagy felbontású képsorozata: a képeket a Terra műhold  négy hónapon keresztül készítette és a végeredmény egy olyan kompozit fotó lett, mely bolygónkat 1 km²/pixel részletességgel jeleníti meg.

## A fénykép
1972. december 7-én készítették az Apollo–17 űrhajósai a fényképet. A fotó azon kevesek egyike, melyen a Földet teljesen megvilágítja a Nap fénye: a készítés időpontjában az űrhajó mögül sütött, így adva a kiváló fényviszonyt. A napfény és a Föld légköre miatt az űrhajósok üveggolyóként látták a bolygót - innen adódik a névválasztás.

### Történelem

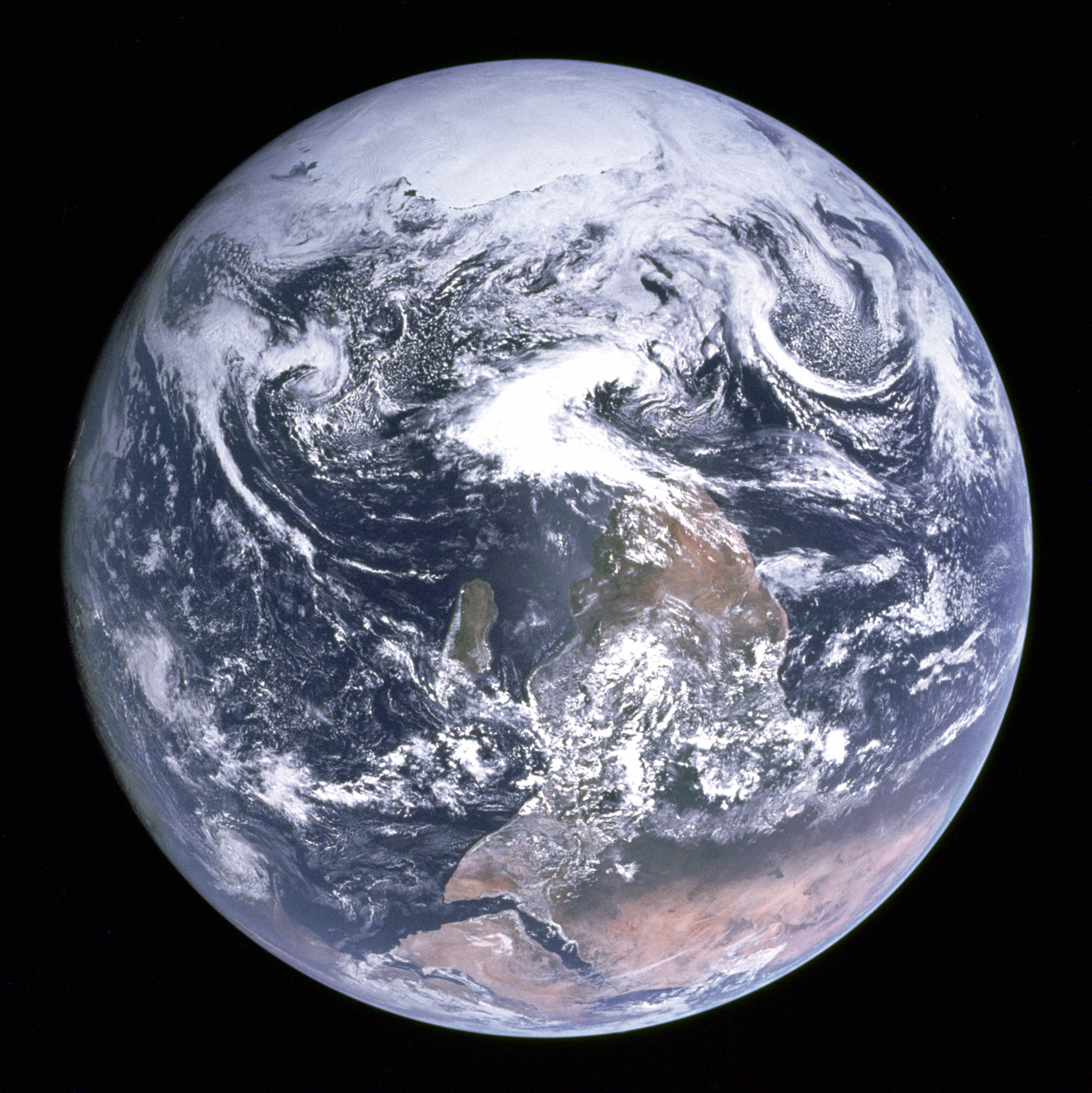
Az űrhajó aktuális helyzetéből adódóan az eredeti fénykép az Északi-sarkkal lefelé készült

A fénykép 1972. december 7-én 10:39-kor (UTC szerint), körülbelül a felszállás után 5 óra 6 perccel készült, illetve nagyjából 1 óra 54 perccel azután, hogy az űrhajó elhagyta a parkoló keringését a Föld körül és megkezdte a Hold felé tartó pályáját. Az Apollo 17 5:33-kor (UTC) került fellövésre, így az űrutazás első néhány órájában Afrikában már nappali világosság honolt. A decemberi napforduló közeledte miatt az Antarktisz szintén meg volt világítva.
A fénykép hivatalos elnevezése AS17-148-22727 (az AS17-148-22726-os fotó közel ugyanolyan, mint a híressé vált 22727-es kép, így ezt a változatot is gyakran használják). A fotográfus egy 70-milliméteres Hasselblad kamerát használt, 80-milliméteres optikával.
A NASA hivatalosan az egész Apollo–17 legénységet nevezi meg a kép készítőjének — Eugene Cernan, Ronald Evans és Jack Schmitt —, mivel mindannyian fotóztak a fedélzeti Hasselblad kamerával. A küldetés végén sem derült ki, illetve máig nem ismert olyan egyértelmű bizonyíték, amely felfedné a fotós kilétét.
Az Apollo–17 volt az utolsó emberi Hold-küldetés. Azóta senki nem járt olyan távolságban, hogy a Kék üveggolyóhoz hasonló egész alakos képet készítsen a Földről.
A Kék üveggolyó volt az első tiszta felvétel a megvilágított bolygó arcáról. Megjelenése az 1970-es évek környezetvédelmi aktivizmusának idejében szinte lavinát indított el: sokan a Föld törékenységét, sebezhetőségét és magányos elszigeteltségét látták benne. Mike Gentry, a NASA levéltárosa szerint a Kék üveggolyó az emberi történelem leggyakrabban másolt fényképe.
A fénykép eredetileg fejjel lefelé készült: az Északi-sark délen, a Déli-sark pedig északon látható. A feldolgozás és kiadás során a képet megfordították.

## Az űrholdak által készített képsorozatok
2002-ben a NASA kiadott egy átfogó képgyűjteményt, mely azonnali fogyasztásra és további feldolgozásra is alkalmas képeket tartalmazott a Kék üveggömbről. Megjelenésekor 1 km²/pixel felbontásával ez volt az ingyenesen elérhető és továbbadható legrészletesebb képsorozat, mely nem igényelt olyan plusz munkát, mint a felhőréteg eltüntetése és a hiányzó részek elfedése vagy speciális adatformátumok értelmezése. A gyűjteménybe tartoznak még a kisebb felbontásokban elérhető kézi rajzolású felhőzet, vagy az "éjszakai fények" változat.
A kiadás nagyon jó visszhangot kapott, így 2005-ben elkészült a következő változat, ami a Kék Üveggolyó: Következő Generáció címet kapta. Ez a verzió már feldolgozásra került egy automatikus "elkülönítési" rendszerrel, mely lehetővé tette a teljesen felhőmentes bolygó havi szintű változásainak megjelenítését. A kiadás még nagyobb, 500 m²/pixel felbontással készült. Az első kiadás kényszerűségből még nem tartalmazott olyan képeket, mely Föld féltekéinek időszakos hó és vegetatív felületét jelenítette volna meg, de ez az új változat már képes volt hatékonyan modellezni az évszakok váltakozását.
Ezt a kiadást számos interaktív megjelenítő használta fel, mint például a PS3-ra írt zenei vizualizációs program is. A Supreme Ruler 2010 számítógépes stratégiai játék az NASA eredeti Kék üveggolyó képeit használta fel térképeinek mintázataihoz, illetve a játék második részének (Supreme Ruler 2020) a világtérképei a Következő Generáció 500 m²/pixel részletességű képeiből készültek.

## Akék üveggolyókifejezés további előfordulásai
A későbbi hasonló képek (beleértve a nagy felbontású képeket) szintén a "kék üveggolyó" becenevet kapták. A "kék üveggolyó"-t, mint kifejezést (a képpel együtt) gyakran használják környezetvédelmi szervezetek, hogy felhívják az emberek figyelmét a környezetvédelem fontosságára. 1974 és 1983 között Amerikában futott egy gyermekeknek szóló televízióprogram, mely a Nagy kék üveggolyó nevet viselte.
A Nintendo népszerű Earthbound játéksorozatának Mother kiadása szintén a kék üveggolyót használja fel a logójában.

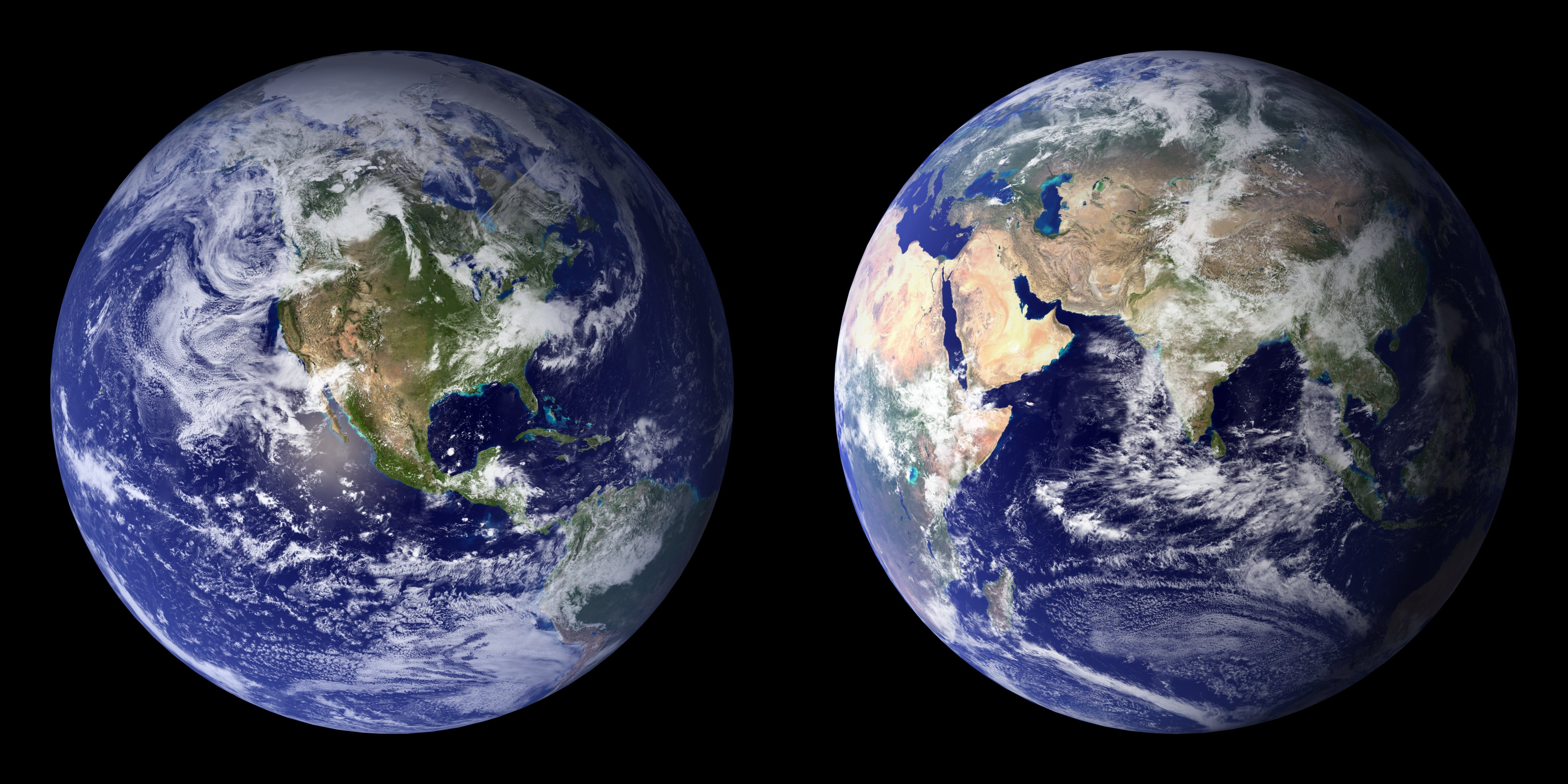
A NASA által összeállított Kék üveggolyó képek:
bal oldal: 2001., jobb oldal: 2002.

### Az 1972-es fénykép
- The one, the only, photograph of Earth a short list of places in which the image has been used.
- Apollo Image Atlas Photos from magazine NN of the 70mm Hasselblad camera used on Apollo 17 (includes the Blue Marble photo and others quite similar to it)

### A NASA 2002-es és 2005-ös fényképei
- Blue Marble (2002)

  - Blue Marble Mapserver Web interface for viewing small sections of the above
- Blue Marble: Next Generation Archiválva 2008. október 17-i dátummal a Wayback Machine-ben (2005; one picture per month)
  - Blue Marble Navigator Web interface for viewing local sections of the above, incl. links to other such interfaces, download sites etc.
  - Blue Marble: Next Generation in NASA World Wind

## Fordítás
- Ez a szócikk részben vagy egészben  a   The Blue Marble című angol Wikipédia-szócikk fordításán alapul.  Az eredeti cikk szerkesztőit annak laptörténete sorolja fel. Ez a jelzés csupán a megfogalmazás eredetét és a szerzői jogokat jelzi, nem szolgál a cikkben szereplő információk forrásmegjelöléseként.